# Acarinarium

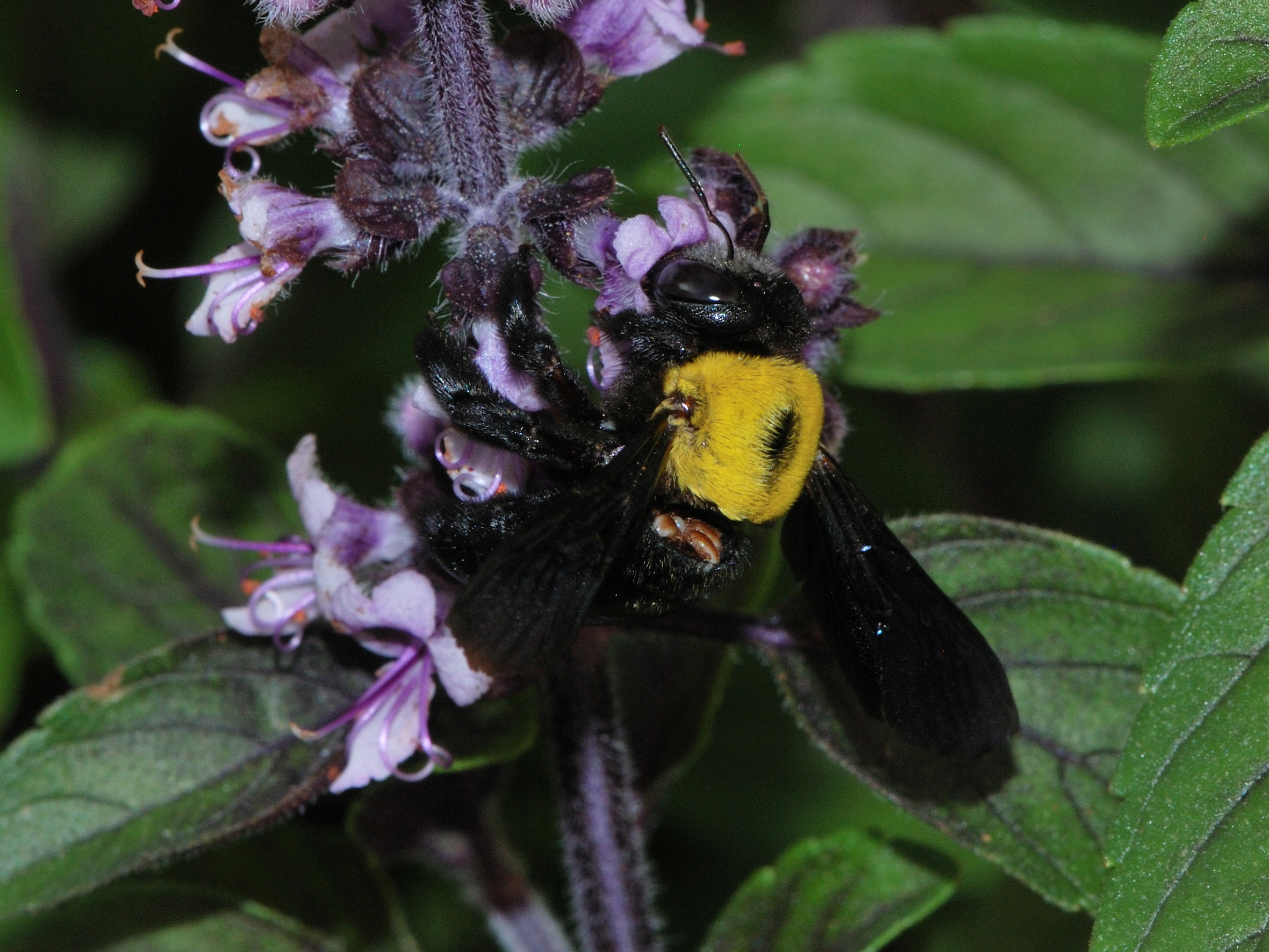
Пчела Xylocopa pubescens, переносящая клещей.

Acarinarium  (лат.) — Акаринариум анатомическая структура зараженных насекомых, которая используется клещами-паразитами как гнездо. Облегчает удерживание клещей-мутуалистов.  в теле организма, особенно в подотряде перепончатокрылых (Hymenoptera) , стебельчатобрюхих (пчел и ос в самом широком смысле). Точная природа их отношений не до конца понятна. Наличие акаринария часто касается только самок у видов-хозяев и используется в качестве критерия для определения. Термин был введён немецким энтомологом Вальтером Рёпке (нем. Walter Karl Johann Roepke)(1882, 1961), немецким энтомологом.